# Sant'Ambrogio (metrostation)
Sant'Ambrogio is een metrostation in de Italiaanse stad Milaan dat werd geopend op 30 oktober 1983 en wordt bediend door lijn 2 en vanaf 2024 ook door lijn 4 van de metro van Milaan.

## Geschiedenis
Het station ligt op het traject dat al in het metroplan van 1952 was voorzien voor lijn 2, al was het destijds de bedoeling om ten zuiden van het station de Via Edmondo de Amicis te volgen. In het tracébesluit van 1976 werd echter vastgelegd dat de lijn onder de Via Olona naar het zuiden zou lopen. De bouw van de verdeelhal en perrons aan lijn 2 onder de Via Giosue Carducci vond plaats tussen 1976 en 1983. In 2005 werd lijn 4 herzien waarbij nog niet gebouwde delen uit het metroplan werden samengevoegd tot een oost-westlijn door de zuidelijke binnenstad. Het nieuwe tracé van lijn 4 betekende dat er alsnog een metroverbinding met het oostelijker gelegen De Amicis kwam. Aan de westkant buigt lijn 4 af naar het zuiden om iets verderop de, oorspronkelijk als westtak van lijn 3 ontworpen, route naar Lorenteggio te volgen. De opening van dit deel van lijn 4 was gepland voor 2023 maar de perrons en toegangsschachten van Sant'Ambrogio waren pas in 2024 gereed en werden op 12 oktober 2024, tegelijk met de opening van dit lijndeel, in gebruik genomen. 

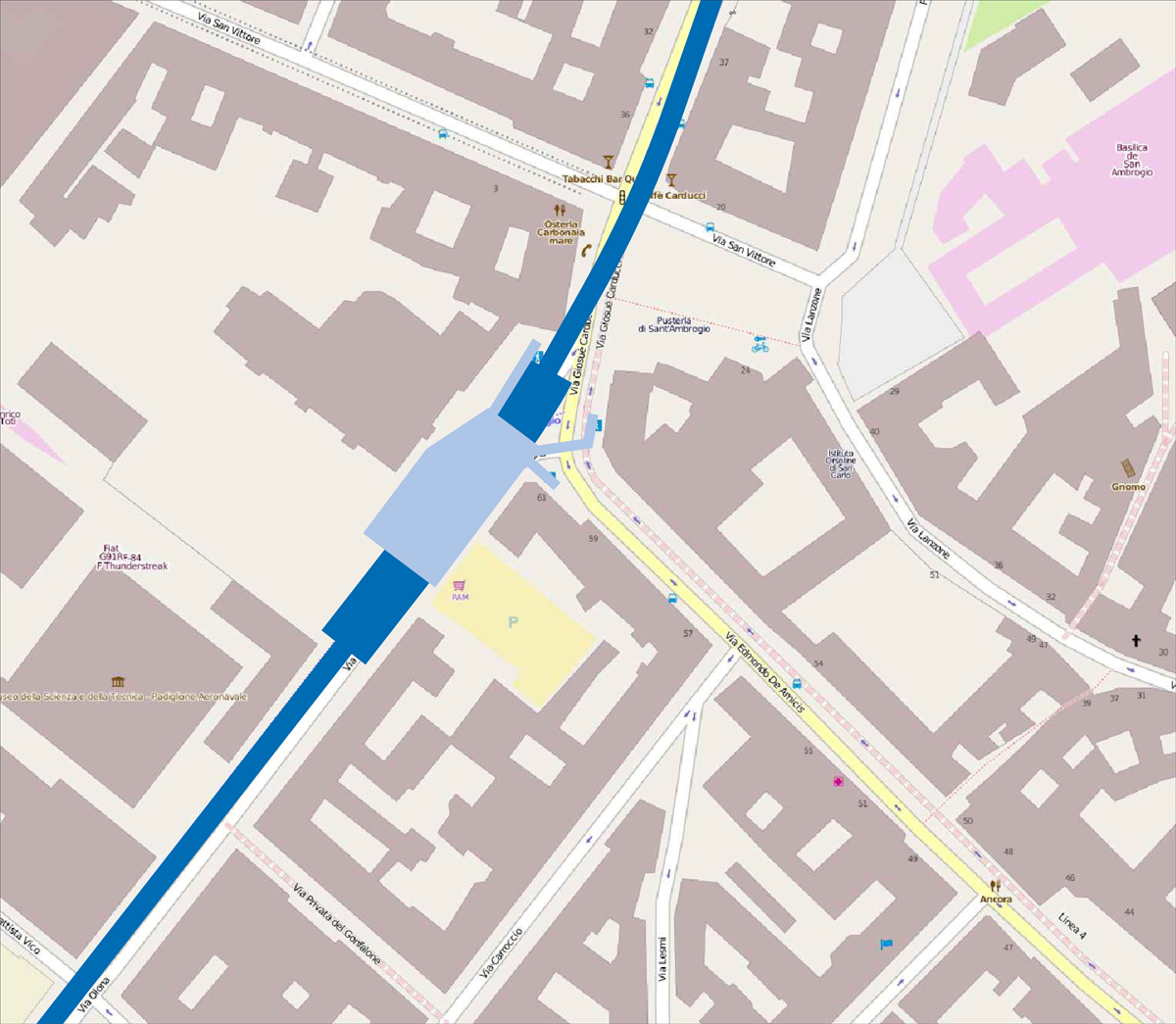
De tunnel met perrons van lijn 2 (donkerblauw) en de verdeelhal met toegangen (lichtblauw)
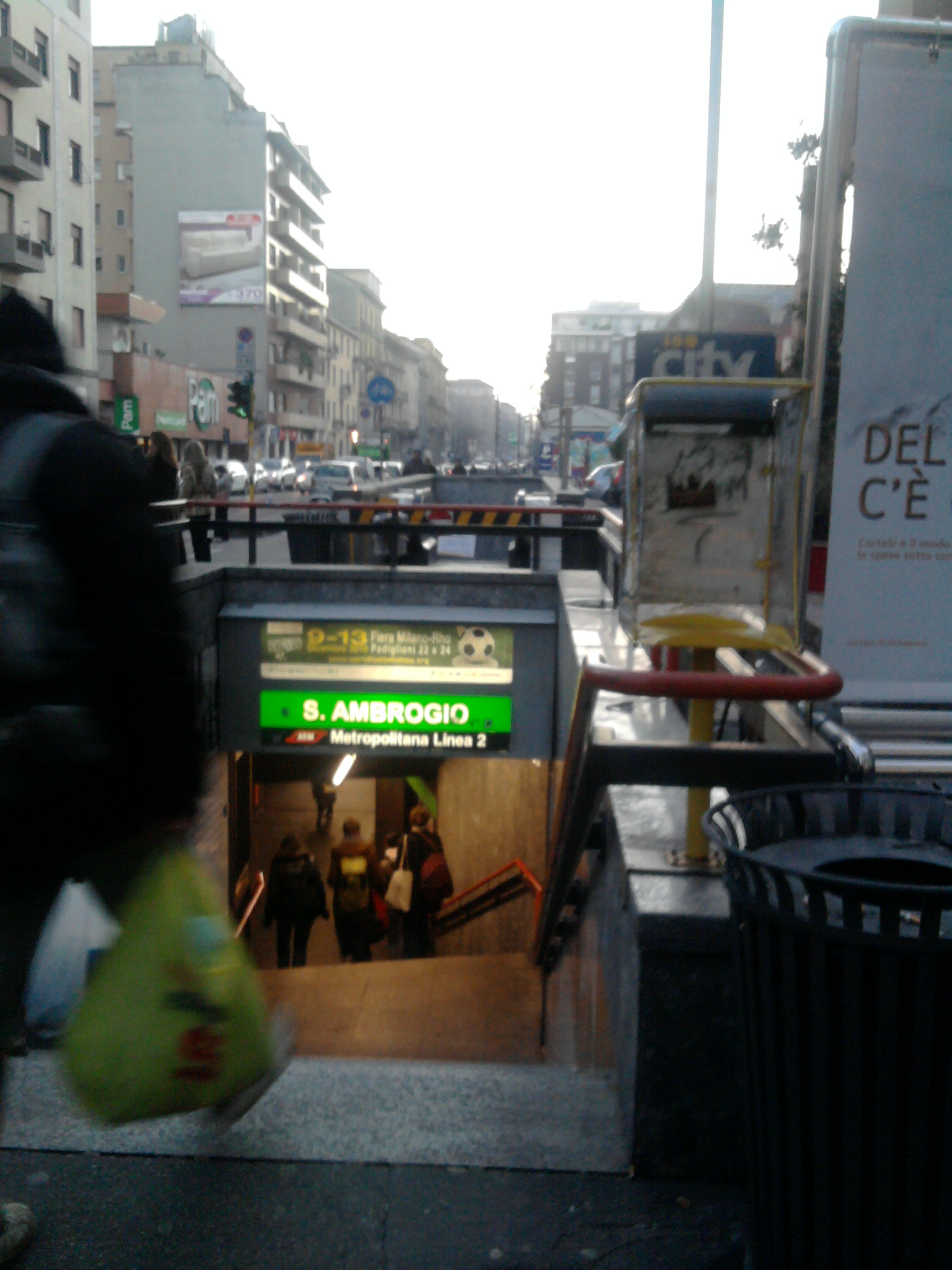
De westelijke toegang
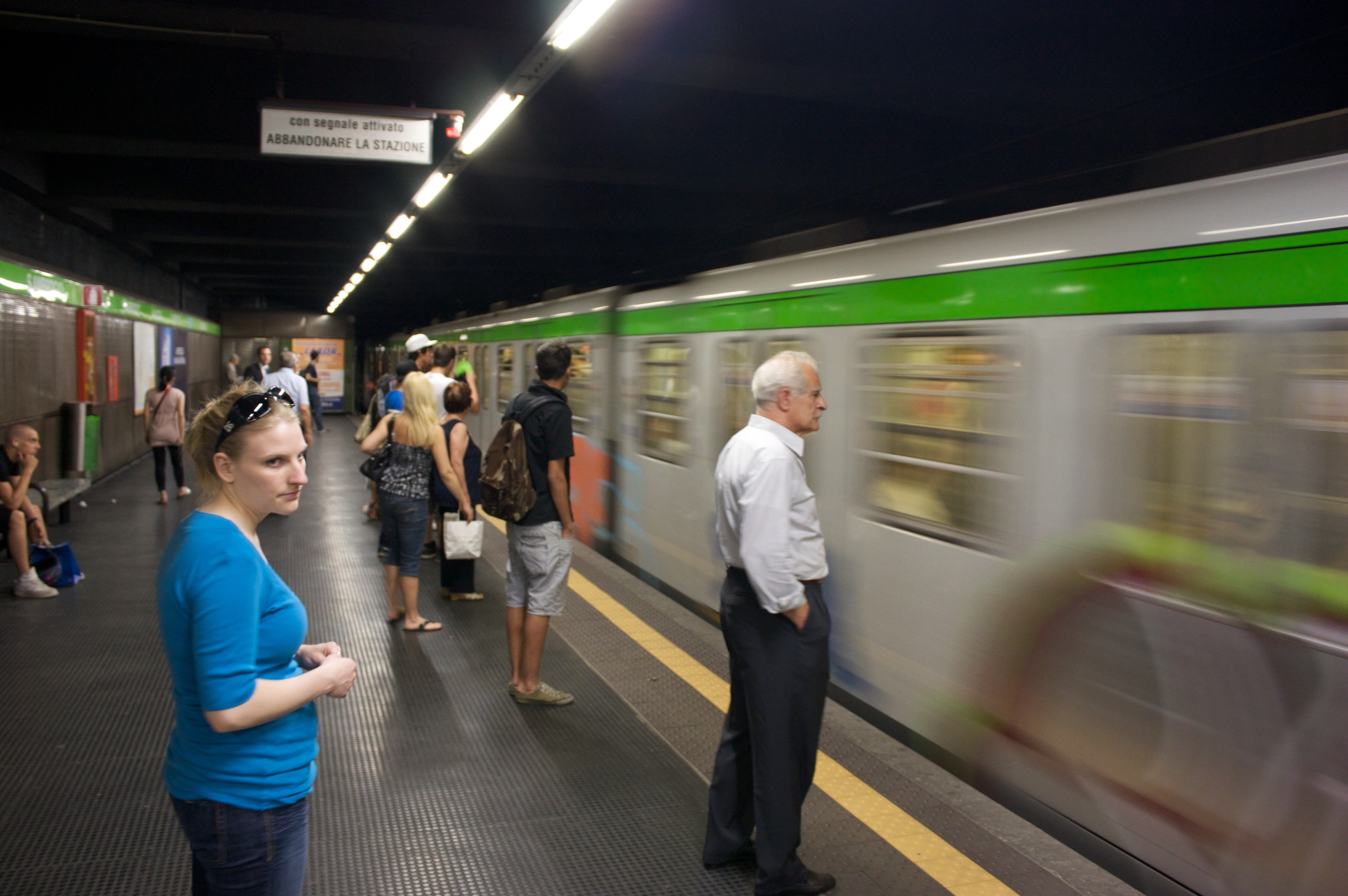
Op het perron

## Ligging en inrichting
De verdeelhal van lijn 2 ligt onder het kruispunt van de Via Edmondo de Amicis en de Via Olana met toegangen aan weerszijden van de Via Edmondo de Amicis en aan de westkant van het kruispunt, de perrons liggen in een lichte boog een niveau lager. De perrons van lijn 4 liggen onder de Via San Vittore een niveau onder die van lijn 2. De toegangsschachten tot de perrons van lijn 4 liggen aan de oostkant onder het Piazza Sant'Ambrogio en aan de westkant bij het kruispunt met de Via Aristide de Togni. Vlak ten noorden van de middeleeuwse stadspoort Pusteria Sant'Ambrogio ligt de gemeenschappelijke ingang voor beide lijnen aan een verlaagd plein. Dit plein is met een trap verbonden met het Piazza Sant'Ambrogio, waar ook de gelijknamige Baseliek staat, aan de binnenkant van de stadspoort. Iets verder naar het oosten liggen de Heilig Hart universiteit en het gerechtelijk laboratorium. Iets ten zuiden van het station ligt het Nationale Wetenschap en techniek museum aan de Via Olana. Ten noorden van het station loopt lijn 2 in een dubbelsporige tunnel onder de Via Giosue Carducci, ten zuiden van het station daalt het spoor naar het zuiden onder dat naar het noorden. De sporen van lijn 4 liggen aan beide zijden van het station op grote diepte onder de bebouwing.  